# Вулканизация

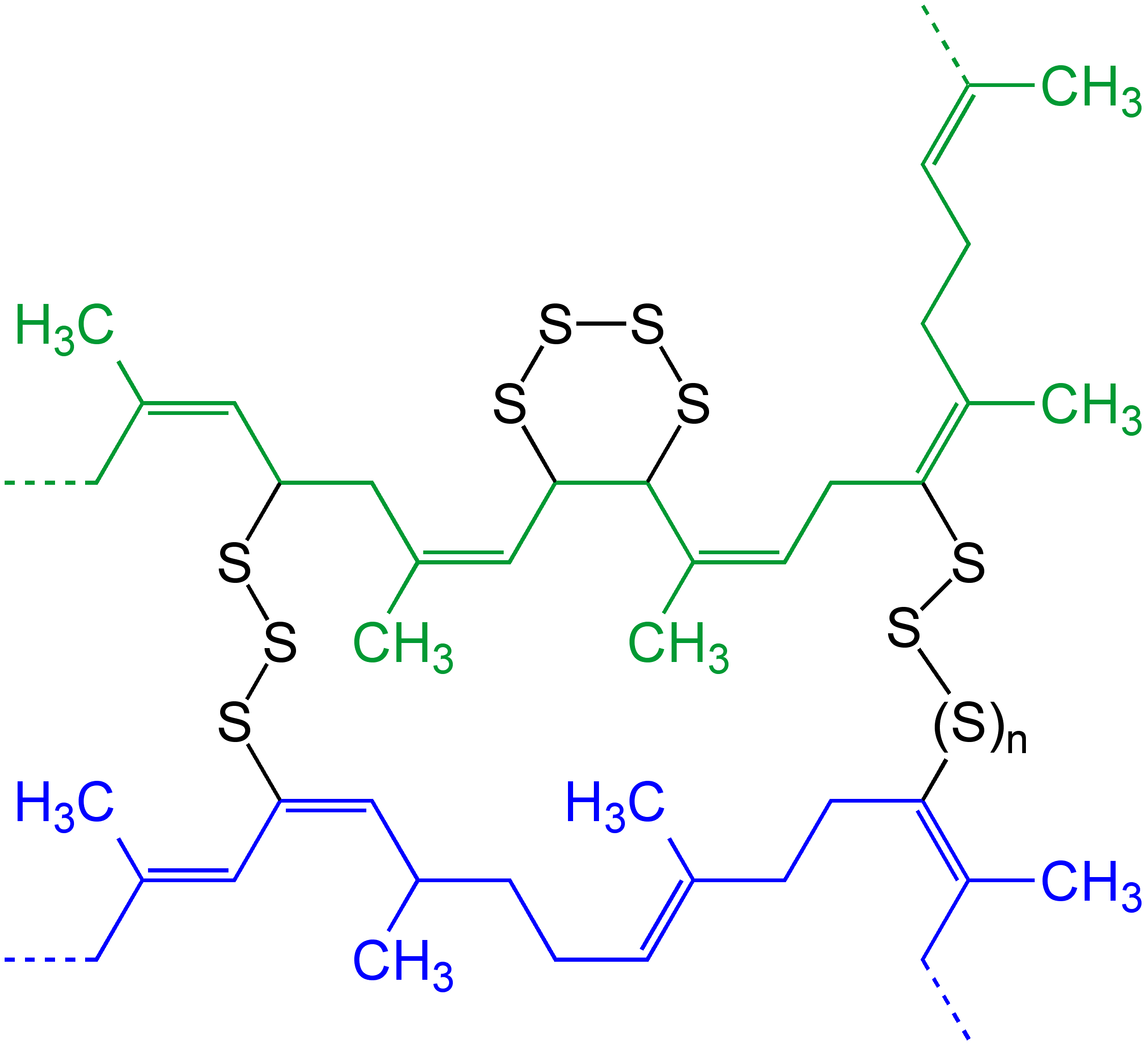
Вулканизация полиизопрена (натурального каучука) серой.

Вулканиза́ция — технологический процесс взаимодействия каучуков с вулканизирующим реагентом, при котором происходит сшивание молекул каучука в единую пространственную сетку. При этом повышаются прочностные характеристики каучука, его твёрдость и эластичность, снижаются пластические свойства, степень набухания и растворимость в органических растворителях. Вулканизующими реагентами могут являться: сера, пероксиды, оксиды металлов, соединения аминного типа и др. Для повышения скорости вулканизации используют различные катализаторы-ускорители.
Открыл процесс вулканизации Чарльз Гудьир, запатентовавший его в 1844 году. Процесс назван в честь Вулкана, древнеримского бога огня.
В процессе вулканизации каучук становится резиной.
Вулканизации подвергается обычно смесь каучука с различными компонентами, обеспечивающими необходимые эксплуатационные свойства резин: наполнителями (технический углерод, мел, каолин, полидисперсная кремнекислота и т. д.), пластификаторами (нефтяные и талловые масла, фактис, дибутилфталат и т. д.), противостарителями (бисфенолы, диамины и т. д.), ускорителями вулканизации (ксантогенатами, тиазолами, сульфенамидами и т. д.), активаторами вулканизации (оксидом цинка, оксидом магния и т. д.), замедлителями подвулканизации (фталевый ангидрид, N-нитрозодифениламин и т. д.).

## Применение

### Ремонт автомобильной камеры

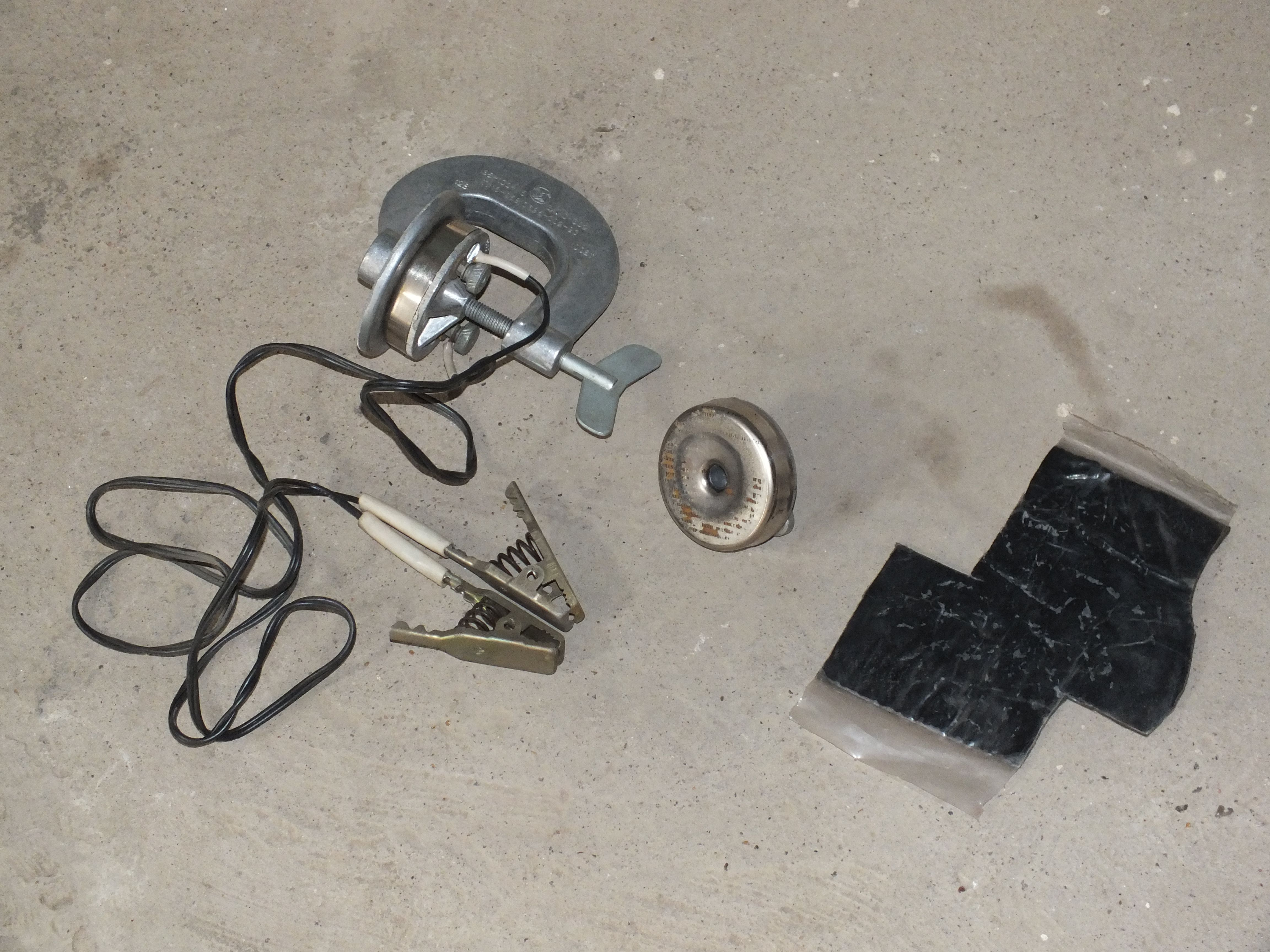
Вулканизатор с питанием от автомобильного аккумулятора (12 вольт). Справа лист сырой резины, закрыт с двух сторон полиэтиленовой плёнкой. По центру — нагревательный элемент для ремонта «соска́» камеры.

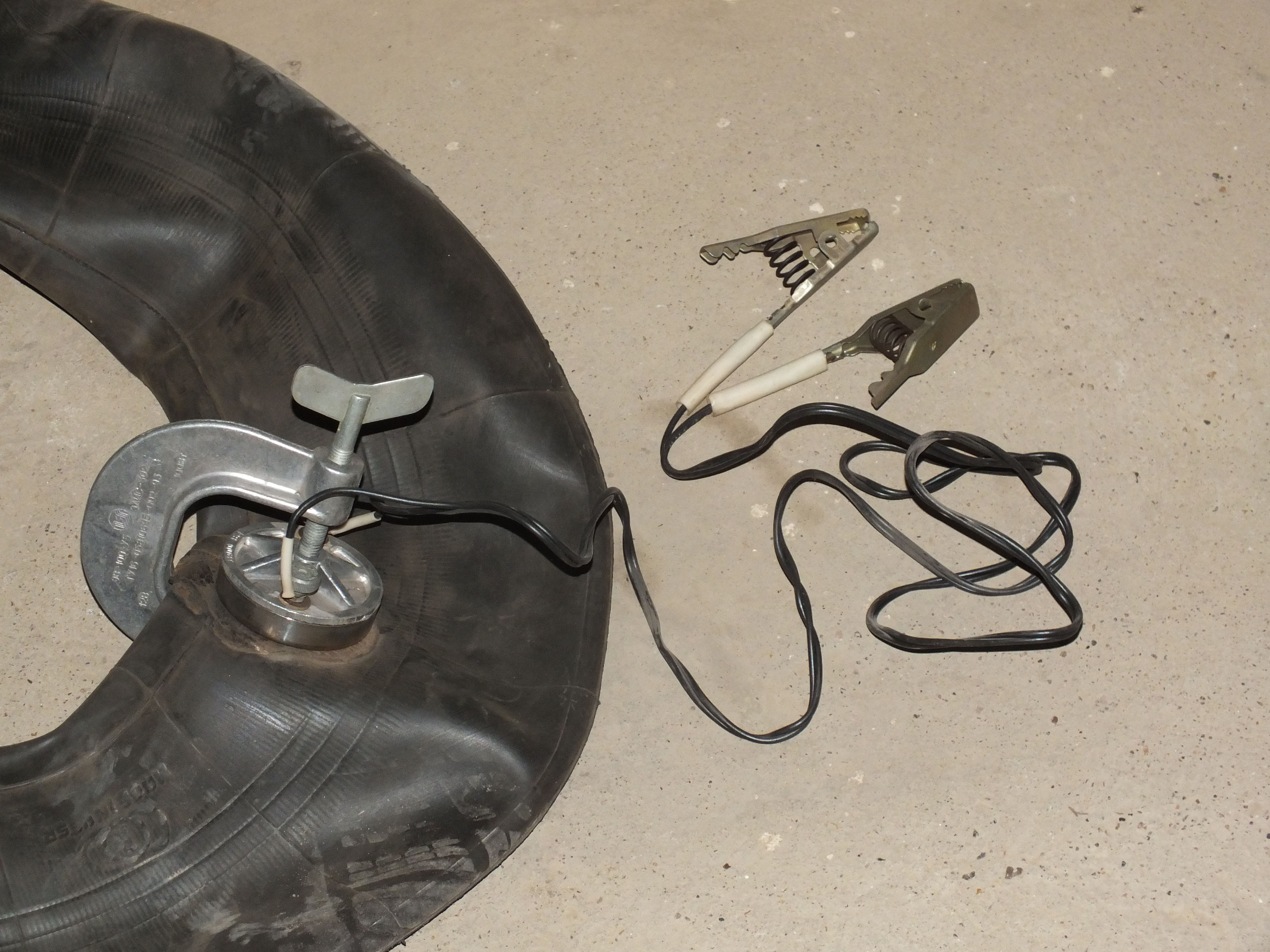
Вулканизация автомобильной камеры.

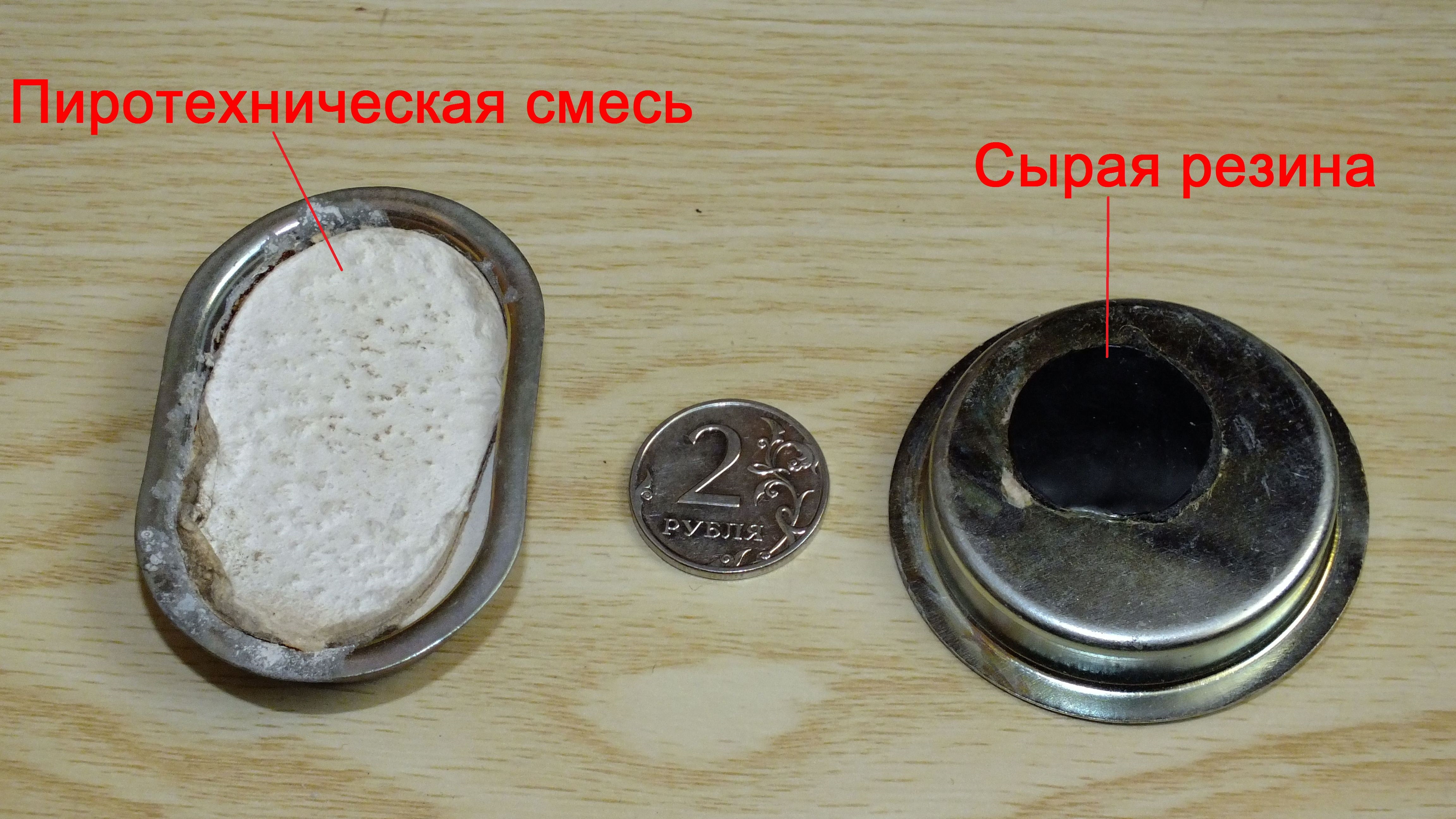
Пиротехнические одноразовые вулканизаторы

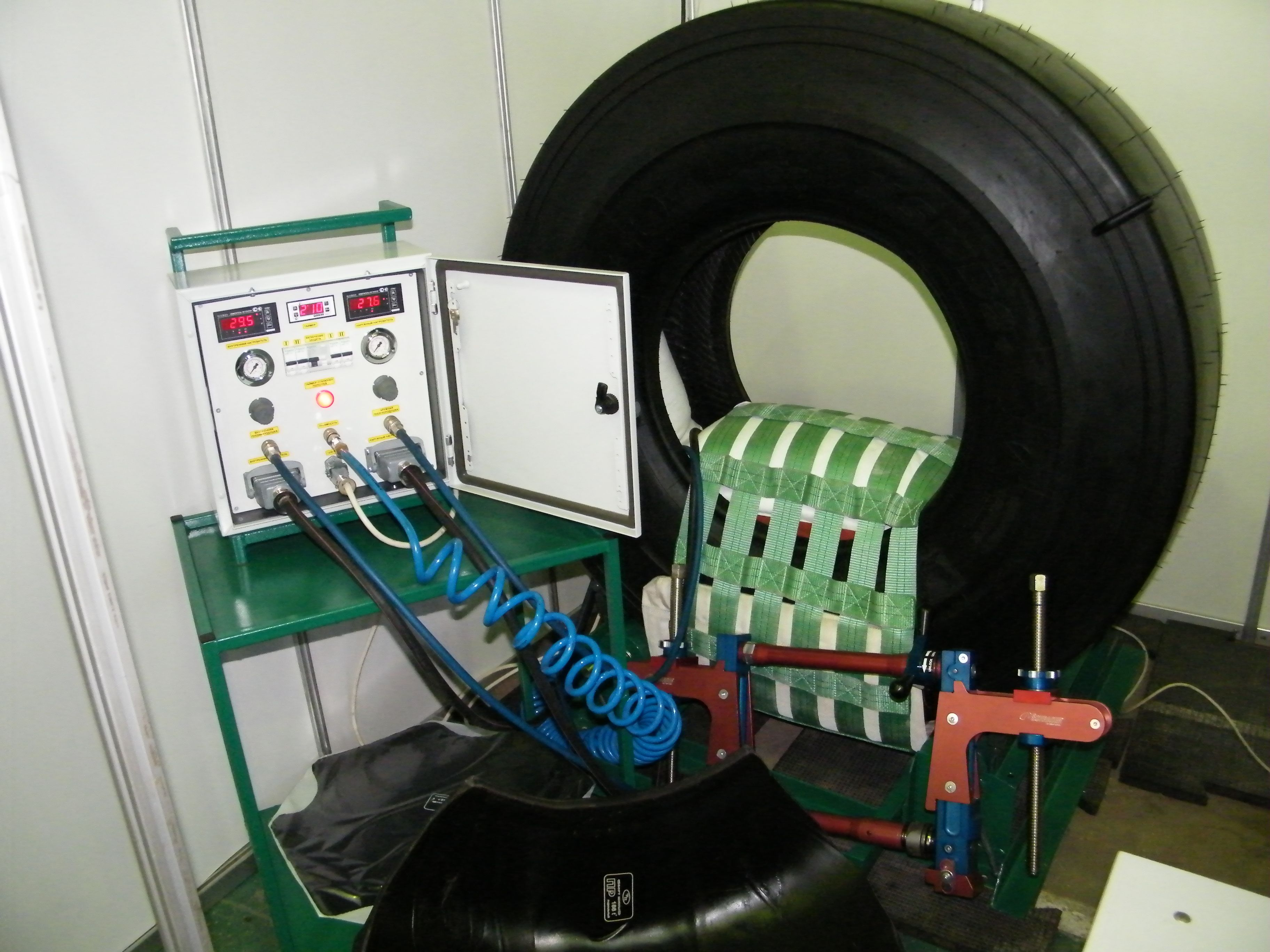
Стационарный вулканизатор для грузовых шин

Когда камера автомобильной шины получает прокол и начинает выпускать воздух, её ремонтируют, накладывая заплатку из сырой (невулканизированной) резины и подвергают вулканизации.
Сырая (невулканизированная) резина имеет пластичную консистенцию, её можно смять в комок, она прилипает к предметам. Сырую резину выпускают в виде рулонов. С двух сторон она покрыта полиэтиленовой защитной плёнкой.
Автомобильную камеру в месте прокола зачищают от грязи, а также делают её поверхность шероховатой для лучшей адгезии (мелкой наждачной бумагой), обезжиривают бензином. На место прокола накладывают заплатку из сырой резины и зажимают в вулканизаторе.
Электри́ческий вулканиза́тор представляет собой струбцину, одной из губок которой является нагревательный элемент. Заплатка из сырой резины плотно прижимается нагревательным элементом к камере. Чтобы при вулканизации не произошло слипание нагревательного элемента с заплаткой, автолюбители обычно подкладывают кусок бумаги.
При нагревании происходит вулканизация сырой резины, она становится прочной и эластичной. Температура поверхности нагревателя (согласно инструкции) составляет около 140—160 °C. По достижении указанной температуры (бумага начинает изменять цвет) нагрев прекращают, после полного охлаждения вулканизатор снимают.
Электрические вулканизаторы выпускают стационарные (большого размера, для автопредприятий), переносные (работают от сети 220 В), портативные (для ремонта в дорожных условиях, от автомобильного аккумулятора 12 В).
На ранних стадиях эпохи автомобилизации для ремонта автомобильных камер применяли огневые вулканизаторы. Здесь нагревательным элементом служит «тарелка», в которую наливают строго определенную порцию бензина и поджигают. Полное сгорание бензина обеспечивает нужную температуру и нужную длительность процесса вулканизации.
В СССР также выпускались пиротехнические нагреватели (одноразовые эрзац-вулканизаторы): в металлической тарелке диаметром около 5 см (соответствует среднему размеру заплатки) находилось горючее вещество, «тарелка» с заплаткой из сырой резины прижималась каким-нибудь подручным предметом к камере и поджигался химический состав. После остывания можно было вставлять камеру в шину и продолжать поездку.

### Стыковка конвейерных лент
Конвейерные ленты используют в различных областях промышленности. Часто приходится сталкиваться с необходимостью их соединения (состыковки) между собой. В таких случаях используют метод горячей, холодной или механической вулканизации. Эта же проблема возникает при состыковке концов (склеивании в кольцо) поручней эскалаторов.